# Кастеназо
Кастеназо (итал. Castenaso) —  город в Италии, располагается в регионе Эмилия-Романья, подчиняется административному центру Болонья. Включает посёлок Вилланова, который дал название археологической культуре железного века.
Население составляет 13 704 человека (на 2004 г.), плотность населения составляет 389 чел./км². Занимает площадь 35,74 км². Почтовый индекс — 40055, 40050. Телефонный код — 051. Покровителем коммуны почитается святой Иоанн Креститель, праздник ежегодно празднуется 24 июня.
До 1848 года здесь на вилле Кольбран проживал на покое великий композитор Россини.